# Aphyosemion abacinum
Aphyosemion abacinum – gatunek ryby z rzędu karpieńcokształtnych. Występuje w południowo-wschodnim Gabonie. Osiąga rozmiary do 3,5 cm długości.